# Corticarina pulchella
Corticarina pulchella es una especie de coleóptero de la familia Latridiidae.

## Distribución geográfica
Habita en Uganda.